# Hirtaco
En la mitología griega, Hirtaco es un personaje relacionado con la Guerra de Troya. Fue camarada del rey troyano Príamo. Hirtaco se desposó con Arisbe, hija del rey Mérope de Percote, después de que Príamo se divorciara de ella y se casara con Hécuba. Hijo de Hirtaco y de Arisbe fue Asio un guerrero troyano. En la Eneida, se menciona a otros dos hijos suyos: Niso e Hipocoonte. Las fuentes no mencionan sus ascendientes.  
El nombre de Hirtaco podría ser de origen cretense, dada la similitud del nombre con la antigua ciudad de Hirtacina del suroeste de esta isla.